# Gieduny
Gieduny (lit. Didieji Gedūnai) − wieś na Litwie, w gminie rejonowej Soleczniki, zamieszkana przez 23 ludzi, 2 km na południowy zachód od Dziewieniszek.